# Deichhaus
Deichhaus ist ein ehemals selbständiger Ortsteil der Stadt Siegburg. Er entstand am Siegburger Mühlengraben und an der Sieg und befand sich damit außerhalb der Stadtmauern von Siegburg. Der Ortsteil gehört aber seit 1927 zu Siegburg, davor gehörte Deichhaus zur Gemeinde Buisdorf.
1885 gehörten zu Deichhaus neun Wohngebäude mit 43 Einwohnern.
In Deichhaus befinden sich die 1959 geweihte und 1993 unter Denkmalschutz gestellte Pfarrkirche St. Elisabeth und die Gemeinschaftsgrundschule Hans-Alfred-Keller-Schule, die 2009 als „gesundheitsfördernde Schule“ ausgezeichnet wurde. Zu den Vereinen gehört die Bürgergemeinschaft Deichhaus e. V.